# Simoa patak

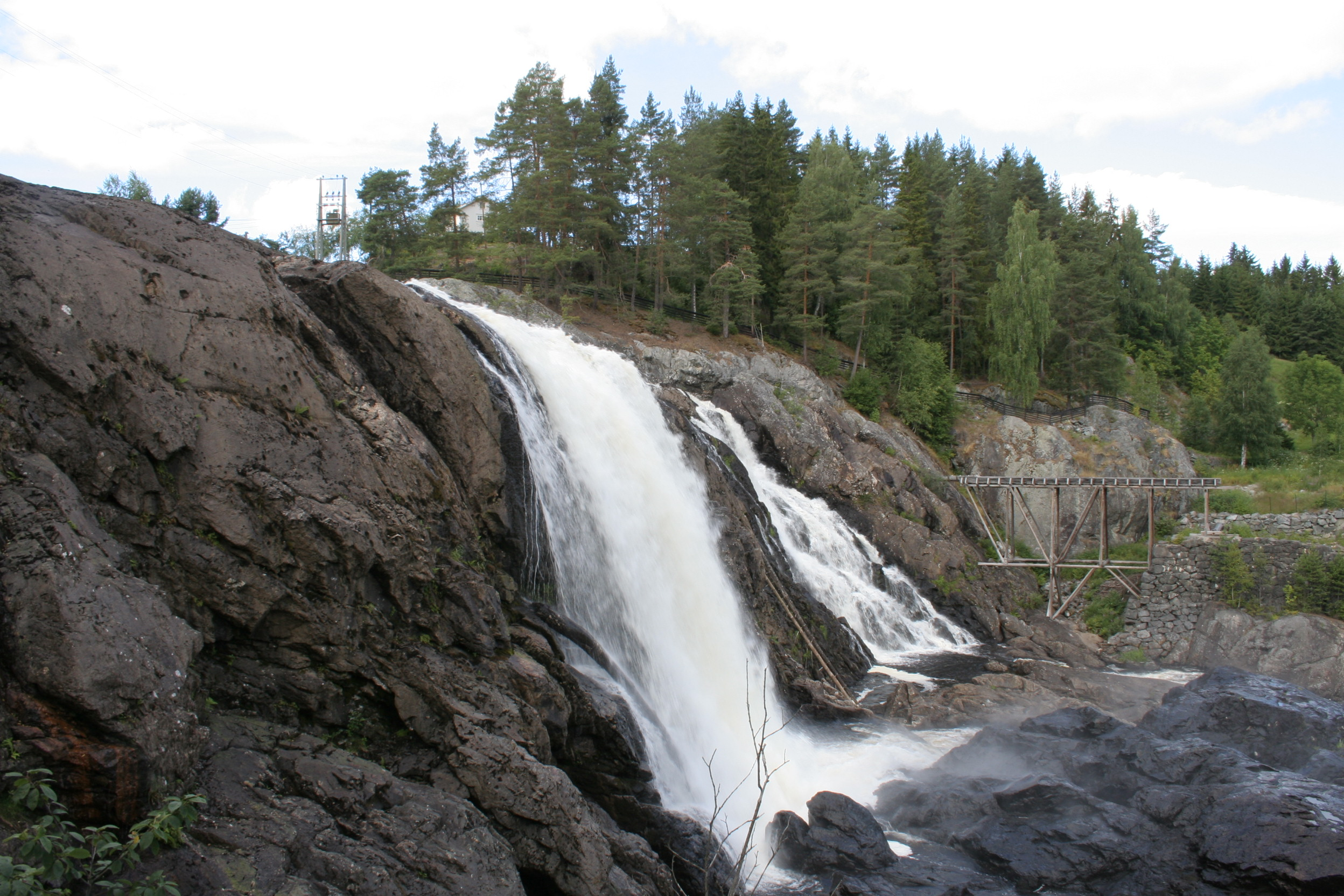
A Haugfoss-vízesés

A Simoa-patak kisebb vízfolyás Norvégiában, Buskerud megyében a Drammenselva folyó legnagyobb mellékfolyója. A patak keresztülfolyik Sigdal és Modum településeken. 

## Elhelyezkedése

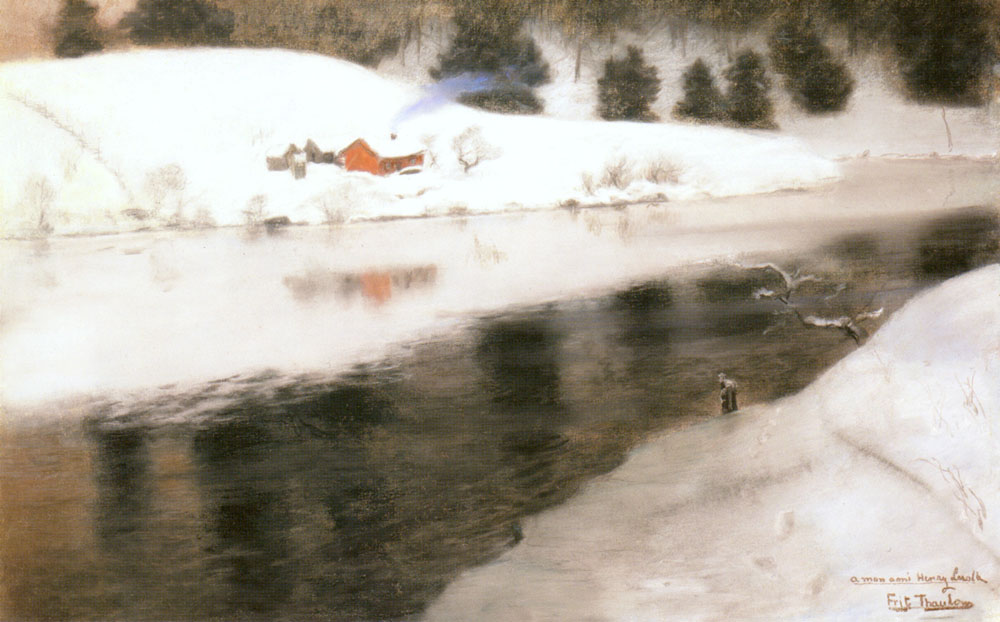
Frits Thaulow: Tél a Simoa-pataknál (1883)
Nemzeti Galéria, Oslo

A Simoa-patak a Soneren-tó környékén ered, majd útja során érinti Sigdal települést, ezután Åmot közelében beletorkollik a Drammelselvába. A Haglebuvatna-tó mellett eredő folyót a későbbiek során Eggedøla néven is emlegetik Eggedal környékén. A Soneren-tó 103 méteres tengerszint feletti magasságon található. A Simcoa-patak vízgyűjtőterülete 889 négyzetkilométert tesz ki. 
A Haugfoss-vízesés Blaafarveværket mellett számos művészt ihletett meg az idők során. Ezen művek egyike a "Tél a Simoa-pataknál" című kép, melyet a norvég Frits Thaulow festett 1883-ban.
1937-ben itt épült meg a Haugfoss kraftverk vízerőmű, melynek kimenő teljesítménye 3,6 MW. Az erőművet a Midt Nett Buskerud AS cég üzemelteti és birtokolja, amely Modum és Sigdal telelpülések közös energetikai vállalkozása.
Az idők során számos esetben pusztító árvizek söpörtek végig a vidéken, ilyen volt többek közt 1752-ben, 1858-ban, 1934-ben, 1938-ban, 1987-ben , 1995-ben, 2007-ben és 2008-ban is. A folyón a gyakori árvizek pusztításának csökkentésére újabban víztározókat hoztak létre.  

## Fordítás
Ez a szócikk részben vagy egészben  a   Simoa című angol Wikipédia-szócikk ezen változatának fordításán alapul.  Az eredeti cikk szerkesztőit annak laptörténete sorolja fel. Ez a jelzés csupán a megfogalmazás eredetét és a szerzői jogokat jelzi, nem szolgál a cikkben szereplő információk forrásmegjelöléseként.